# أوركسترا الشباب العربي الفيلهارمونية
أوركسترا الشباب العربي الفيلهارمونية هي أول أوركسترا شبابية عربية تم إنشاؤها في عام 2006. قدمت حتى الآن حفلات موسيقية في سوريا وألمانيا . الهدف الرئيسي من إنشاء الأوركسترا هو تشجيع التبادل الثقافي العربي وتعزيز التفاهم الثقافي العالمي مع إعداد الموسيقيين الشباب لحياتهم المهنية.

## روابط خارجية
- الموقع الرسمي
- داد المادة